# Волосковоля
Волосковоля (пол. Wołoskowola) — деревня в Влодавском повете Люблинского воеводства Польши. Входит в состав гмины Стары-Брус. Находится примерно в 23 км к западу от центра города Влодава. По данным переписи 2011 года, в деревне проживало 325 человек.
В 1975—1998 годах деревня входила в состав Хелмского воеводства.

## Население
Демографическая структура по состоянию на 31 марта 2011 года:
|         | Всего | До трудоспособного возраста | Трудоспособного возраста | Старше трудоспособного возраста |
| ------- | ----- | --------------------------- | ------------------------ | ------------------------------- |
| Мужчины | 156   | 36                          | 108                      | 12                              |
| Женщины | 169   | 38                          | 83                       | 48                              |
| Всего   | 325   | 74                          | 191                      | 60                              |